# マックス・ケーゲル

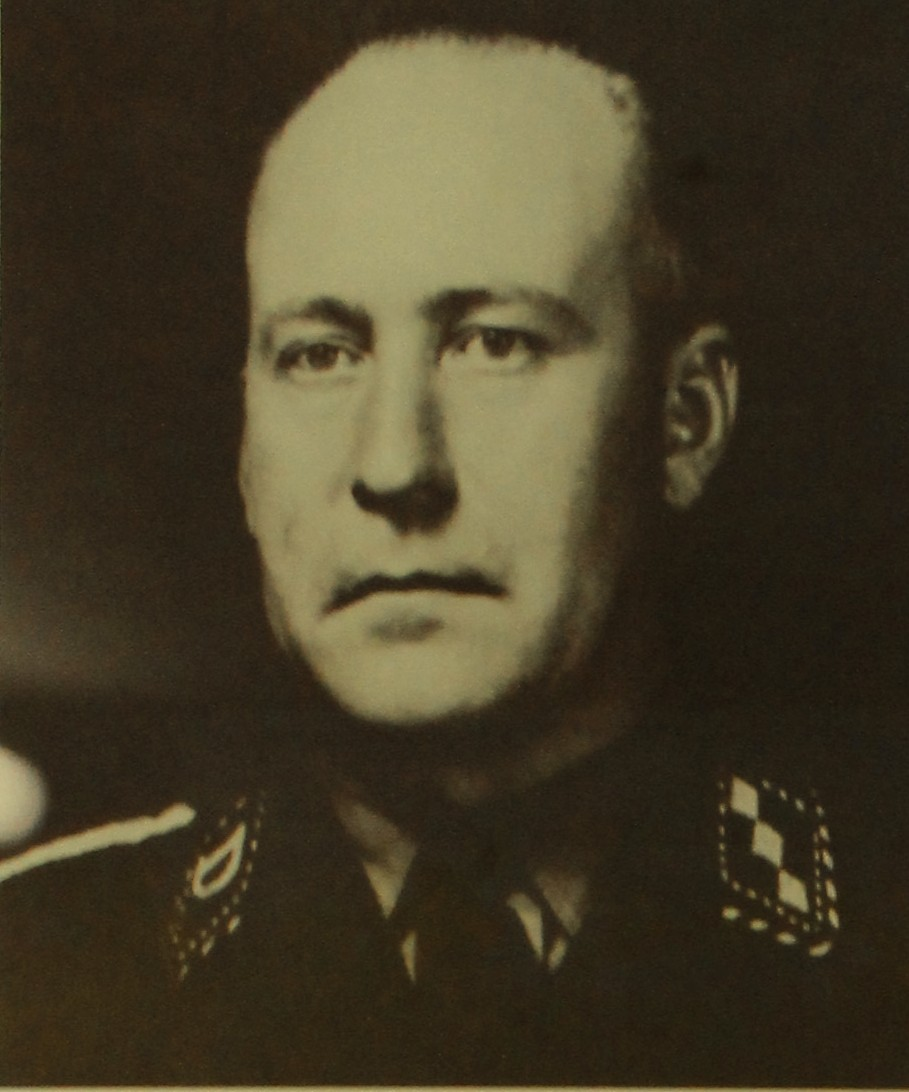
ラーフェンスブリュック強制収容所所長時代のケーゲル。

マックス・ケーゲル（Max Koegel、1895年10月16日 - 1946年6月26日）は、ナチス・ドイツの強制収容所の所長を務めた人物。親衛隊（SS）の隊員であり、最終階級は親衛隊中佐（SS-Obersturmbannführer）。

## 略歴
フュッセンに大工の息子として生まれる。第一次世界大戦にはバイエルン砲兵隊に従軍した。伍長補（Gefreiter）まで昇進し、二級鉄十字章を受けた。戦後しばらくは税関事務員として働き、後に商業代理店を経営した。またヴァイマル共和国時代を通じてフライコール「オーバーラント」（de:Freikorps Oberland）で活動していた。二度結婚しており、1929年には8歳の息子がはしかで死去している。
1931年に国家社会主義ドイツ労働者党（ナチス党）の突撃隊（SA）に参加した。1932年には正式にナチス党に入党した。同年、親衛隊（SS）に移籍している。1933年にナチス党が政権を取るとダッハウ強制収容所の看守となった。1937年にダッハウ強制収容所の副所長となる。1940年1月から1942年8月にかけてはラーフェンスブリュック強制収容所の所長に就任した。さらに1942年8月から11月にかけてマイダネク強制収容所の所長に就任。彼の在任中にマイダネクにガス室が設置された。1943年から1945年にかけてはフロッセンビュルク強制収容所（de:KZ Flossenbürg）の所長を務めた。ここではとりわけエホバの証人の絶滅に意欲を見せていた。また1944年7月20日のヒトラー暗殺未遂事件で逮捕された者達（ヴィルヘルム・カナリス提督、ハンス・オスター将軍ら）はフロッセンビュルク強制収容所へ移送され、ここで軍事裁判が行われたが、この際にケーゲルは陪席裁判官の役割を果たした。軍事裁判は大逆罪を認定し、全員に死刑判決を下し、彼らは1945年4月9日に収容所内で死刑執行されている。
戦後の1946年にケーゲルはアメリカ軍に逮捕された。しかし収監先のニュルンベルクで首つり自殺している。50歳没。